# Cold Storage
Cold Storage är en amerikansk thrillerfilm med planerad premiär under 2025. Filmen som är regisserad av Jonny Campbell är baserad på David Koepps roman från 2019 med samma namn.

## Handling
Filmen handlar om en extremt farlig och snabbt muterande organism som tidigare begravts av agent Robert Quinn (Liam Neeson). Många år senare tar den sig till slut ändå ut, och det är bara Quinn som kan stoppa den.

## Rollista (i urval)
- Liam Neeson – Robert Quinn
- Joe Keery – Travis Meacham
- Georgina Campbell – Naomi Williams
- Lesley Manville
- Sosie Bacon – Dr. Hero Martins
- Darrell D'Silva – The Rev
- Daniel Rigby – Anthony
- Rob Collins – Enos Minjarra
- Ellora Torchia – Abigail
- Aaron Heffernan
- Vanessa Redgrave – Ma Rooney
- Andrew Brooke – Greg